# Gilde Soziale Arbeit

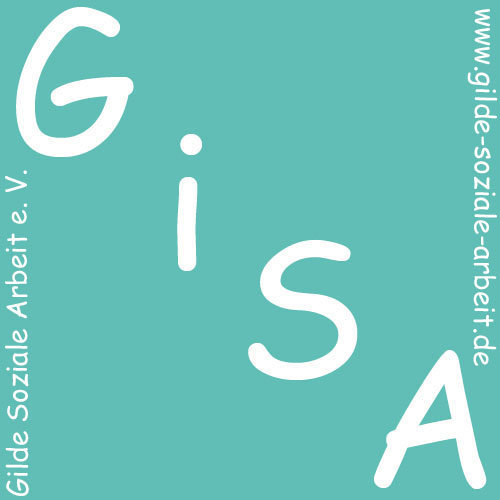
Gilde Logo

Die Gilde Soziale Arbeit e. V. (GiSA) ist ein eingetragener gemeinnütziger Verein der Sozialen Arbeit mit Sitz in Hamburg.

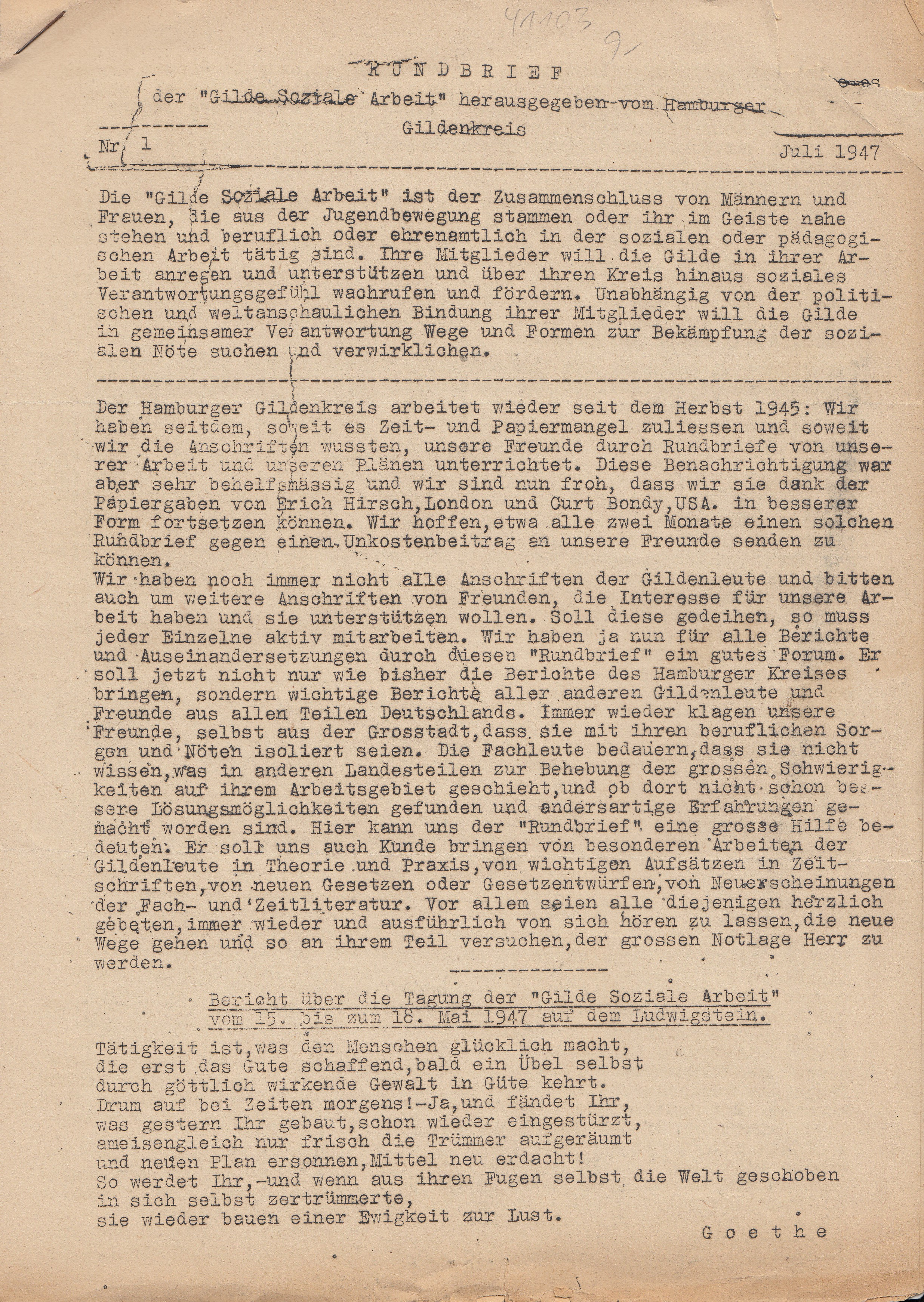
1. Rundbrief der "Gilde Soziale Arbeit" nach 1945, archiviert im Ida-Seele-Archiv

In der Gilde Soziale Arbeit e. V. arbeiten Frauen und Männer aus der Praxis, Lehre und Wissenschaft zusammen, die sich der Sozialen Arbeit verpflichtet wissen. Zweck des Vereins ist die Förderung der Jugendhilfe und Sozialen Arbeit sowie Sammlung und Verbreitung von Erkenntnissen über fortschrittliche, zeitgemäße Wege und Formen Sozialer Arbeit.

## Gilde Rundbrief
Seit 1925 wird der Rundbrief "Gilde Soziale Arbeit" veröffentlicht. Nach sporadisch herausgegebenen Heften in den Jahren von 1925 bis 1933, erscheint der "Rundbrief" seit 1947 nunmehr (ISSN 0942-6779) regelmäßig, und zwar verstärkt im Umfang bis zu 100 Seiten. Er soll ein Spiegel der bestehenden Probleme im Felde von Sozialpolitik und Sozialarbeit sein und richtet den Blick auf die Verbreitung neuer Erkenntnisse und Entwicklungen im Praxisfeld Soziale Arbeit. Abonnenten des Gilde Rundbriefes sind hauptsächlich Bibliotheken verschiedener Hochschulen auf dem Gebiet der Sozialen Arbeit, aber auch interessierte Privatpersonen aus Lehre und Praxis.

## Schriftenreihe
Die Gilde ist Herausgeberin einer Schriftenreihe, die mittlerweile im dritten Band erschienen ist. Besonders an den Werken der Schriftenreihe ist, dass nahezu ausschließlich Gildemitglieder für die Erstellung des Buches Verantwortung tragen. Somit findet eine interessante Vermischung praktischer Tätigkeit, gepaart mit wissenschaftlichen Erkenntnissen statt, die sich in den Rezensionen der Schriftenreihe wiederfinden.

## Aktivitäten
Die Gilde Soziale Arbeit führt in jedem Jahr eine Jahrestagung durch, sowie eine Herbsttagung und die Tagung, der "Älteren Gilde" zu aktuellen Themen aus der Jugendhilfe und Sozialen Arbeit. In verschiedenen Städten existieren Gildenkreise, in denen sich die Mitglieder zu regional bedeutsamen Themen treffen.

## Geschichte
Die Gilde wurde 1925 gegründet. Damals schlossen sich sozial engagierte Frauen und Männer zusammen, um Pläne und Initiativen zu unterstützen die wirtschaftliche und sozialen Notstände beseitigen sollten. Dieser Tradition fühlen sich die Mitglieder auch heute verbunden.
Es begann mit einem Aufruf von Justus Ehrhardt, einem Angehörigen der Jugendbewegung, in der bündischen Zeitschrift 'Zwiespruch' zur Sammlung aller in der sozialen Arbeit Tätigen. Er bildete mit Alwin Brockmann, Max Martin und Heidi Denzel ein 'Gildenschaftamt'; hinzu stießen Gustav Buchhierl und Werner Kindt. Sie gründeten im Jahre 1925 die "Gilde" aus dem Willen zu verantwortlicher Mitarbeit an der Beseitigung der sozialen Missstände und aus der Erkenntnis, dass die soziale Arbeit erfüllt werden müsse von den Ideen, die aus der Jugendbewegung lebendig waren.
Anstelle einer Satzung wurde ein Programm formuliert:
"Die Gilde Soziale Arbeit ist der Zusammenschluss von Männern und Frauen, die aus der Jugendbewegung stammen oder ihr im Geiste nahestehen und ehrenamtlich oder beruflich in der Sozialen Arbeit tätig sind. Die Gilde will die Kräfte der Jugendbewegung in der Sozialen Arbeit einsetzen und in ihr entwickeln. Über den Kreis der Mitglieder hinaus will die Gilde auch Einfluss auf die Gestaltung und Entwicklung der sozialen Arbeit gewinnen."
Zur Gilde zählten viele der für die zeitgenössische Sozialpädagogik wichtigen Persönlichkeiten
Deren jahrzehntelange Verbundenheit mit der Gilde deutet auf den starken sozialen Zusammenhalt und die hohe emotionale Bindung der Gruppe.
1925/1926 entstand der Gilde Rundbrief, in dem fortan Aufsätze zu Sachfragen, organisatorische Mitteilungen und Termine veröffentlicht wurden. An der ersten Tagung 1927 nahmen bereits mehr als 300 Mitglieder teil, deren Zahl sich bis 1932 auf 800 bis 1000 erhöhte. Es bildeten sich verteilt über das ganze Reich örtliche und landschaftlich gebundene Kreise.
1929 hatten Neubewerber einen oder zwei befürwortende Bürgen beizubringen. Diese Regelung ist nicht mehr gültig. Unter den aus Wissenschaft und Praxis kommenden Mitgliedern befanden sich Persönlichkeiten wie Curt Bondy, Herbert Francke, Walter Hermann, August Oswalt, Hermann Schafft, denen eine tragende und gestaltende Rolle zu kam. Die Gilde-Tagungen der Jahre 1927 bis 1932 fanden vornehmlich in den östlichen Teilen Deutschlands statt und zwar in Ludwigslust/Mecklenburg, Friedrichroda/Thüringen und in der Sächsischen Schweiz. Themen waren die Reform der Fürsorgeerziehung, Beruf, Ausbildung und Probleme des Sozialarbeiters.
Die Gilde war politisch neutral. Gegenüber dem ab 1932 aufkommenden Nationalsozialismus wurde ein wichtiger Grundsatz formuliert: "Radikal politische Entscheidungen, die zur Ablehnung oder Sabotage der Sozialen Arbeit führen, scheiden sich von selbst aus dem Kreis der Gilde aus." Als sich die politische Lage zuspitzte, versuchte die Gilde durch eine öffentliche Veranstaltung, auf der Herman Nohl und Curt Bondy zum Thema "Pädagogische Bewegung oder pädagogische Reaktion" sprachen, auf die drohende Gefahr aufmerksam zu machen. Als sich die Ereignisse 1933 überstürzten und um einer "Gleichschaltung" durch das NS-Regime zu entgehen, löste sich die Gilde auf. In den Jahren danach hielten viele Mitglieder untereinander Kontakt, so dass der "Geist der Gilde" weiterhin lebendig blieb.

### Neuorganisation
Zwei Jahre nach Kriegsende rief Anneliese Hückstädt in Hamburg die Mitglieder der Gilde zusammenzuführen. Sie übernahm die Redaktion zu einer der ersten Veröffentlichungen über "soziale Neubesinnung" mit Beiträgen von Helmuth Tormin, Hans Hennings, Magaretha Cornils, Hildegard Kipp und Hermine Albers. Eigentlicher Auftakt aber war ein erstes Treffen unter der Führung von Helmuth Tormin, Walter Hermann, Wilhelm Mollenhauer und Hermann Schafft im Mai 1947 auf der Burg Ludwigstein, dem Sitz des Archivs der deutschen Jugendbewegung.
In den Jahren nach 1947 sammelten sich zunehmend alte und neue Mitglieder, die den Trägern öffentlicher und freier Jugendhilfe und Sozialarbeit angehörten oder von sozialpädagogischen Ausbildungsstätten kamen. Die neuen Angebote für Ausbildung, aber auch der neue Stil und die Vielfalt sozialer Arbeit, wurden mehr und mehr sichtbar an der Herkunft und den Arbeitsfeldern der Tagungsteilnehmer, zu denen nicht nur Sozialarbeiter und Lehrer, sondern auch Angehörige aus medizinischen, verwaltungstechnischen und juristischen Berufen gehörten. Ein wichtiges Element der Kontaktpflege der Gildemitglieder untereinander waren das Treffen mit ehemaligen Gildemitgliedern aus der DDR in Berlin, zunächst in West- und später in Ost-Berlin.
Die zur Tradition gewordenen Jahrestagungen fanden seit 1947 zunächst (bis 1950) auf der Jugendburg in Witzenhausen a. d. Werra statt, dann in der Jugendherberge Bielefeld-Sieker, zwischen 1952 und 1962 im CVJM-Freizeitheim in Dassel/Solling und seit 1964 mit einigen Ausnahmen (Dörnberg b. Kassel und Königstein i. Taunus) in der Heimvolkshochschule Haus Neuland in Bielefeld-Sennestadt.
Themen der 1950er Jahre waren die Heimat-, Arbeits- und Bildungslosigkeit junger Menschen, Probleme einer bedrohte Kindheit und neue Formen sozialer Verwurzelungen. In den 1960er Jahren dominierten die Fragen nach der Grundausrichtung der Erziehung in der Jugendhilfe, der Heimerziehung, oder es gab kritische Auseinandersetzungen im Vergleich von autoritären Strukturen und demokratischen Tendenzen in Sozialpädagogik und sozialer Arbeit. In den 1960er Jahren rückten Fragen nach der Professionalisierung sowie nach Strukturproblemen in der Sozialarbeit in den Vordergrund sowie die Diskussion von "Konflikt und Aktion".
Seit 1969 besteht die Tradition der "Älteren Gilde". Sie bezeichnet das regelmäßige Jahrestreffen der Gilde-Senioren in Stapelage in Westfalen.

### Die Gilde und die "Neue Praxis"
Von Mitte der 1970er Jahre bis zum Ende der 1990er Jahre arbeitet die Gilde in enger Kooperation mit der Zeitschrift "Neue Praxis", an deren Gründung Mitglieder der Gilde maßgeblich beteiligt waren, u. a. Hanns Eyferth, Waltraud Hackewitz, Paul Hirschauer, August Oswalt, Hans-Uwe Otto, Kurt Utermann, Gottfried Weber, Ulf Weißenfels.
Verstärkt standen Probleme der Integration von Theorie und Praxis in Ausbildung und Beruf zur Debatte, ebenso wie zentrale Aspekte der Sozialarbeit im Sozialstaat oder professionelle Standards in der Sozialarbeit und Sozialpädagogik im Widerstreit von Wirtschaftlichkeit und beruflicher Ethik. Eine Vielzahl von Tagungen führte zu Sonderheften.

## Publikationen
- Rita Braches-Chyrek, Kathrin Macke, Ingrid Wölfel (Hrsg.): Kindheit in Pflegefamilien. (Schriftenreihe der Gilde Soziale Arbeit, Band 1). Budrich, Opladen 2010, ISBN 978-3-86649-256-1.
- Rita Braches-Chyrek, Gaby Lenz (Hrsg.): Armut verpflichtet – Positionen in der Sozialen Arbeit. (Schriftenreihe der Gilde Soziale Arbeit, Band 2). Budrich, Opladen 2011, ISBN 978-3-86649-349-0.
- Rita Braches-Chyrek, Gaby Lenz, Bernd Kammermeier (Hrsg.): Soziale Arbeit und Schule – Im Spannungsfeld von Erziehung und Bildung. (Schriftenreihe der Gilde Soziale Arbeit, Band 3). Budrich, Opladen 2012, ISBN 978-3-86649-477-0.